# 567
567 foi um ano comum do século VI que teve início e terminou a um sábado, segundo o Calendário Juliano. a sua letra dominical foi B
| Ano completo                   |
| ------------------------------ |
| Ano comum com início ao sábado |

## Mortes
- Cariberto I - rei franco
- Atanagildo - rei dos Visigodos de Toledo